# Романовка (Кировский район)
Романовка  (до 1948 года Ромаш-Эли; укр. Романівка) — исчезнувшее село в Кировском районе Республики Крым, официально включённое в состав Айвазовского. Фактически — северо-восточная окраина Приветного.

## История
Впервые в доступных источниках название встречается на карте 1836 года, как хутор без указания числа дворов. В «Списке населённых мест Таврической губернии по сведениям 1864 года» Феодосийского уезда, составленном по результатам VIII ревизии 1864 года Ромаш-Эли — владельческий русский хутор с 2 дворами и 8 жителями при речке Субаше.. На трёхверстовой карте Шуберта 1865—1876 года также обозначен хутор Ромаш эли без указания числа дворов. В дальнейшем, до 1915 года, название не встречается, но есть данные, что Ромаш-Эли входило в усадьбу Айвазовского Шейх-Мамай, после смерти художника разделённое между дочерьми. По Статистическому справочнику Таврической губернии. Ч.II-я. Статистический очерк, выпуск пятый Феодосийский уезд, 1915 год, в имении Роман-Эли (Ганзена (мужа дочери художника Марии Ивановны Айвазовской)) Цюрихтальской волости Феодосийского уезда числился 1 двор без населения. В имении числилось 342 десятины удобной земли, в хозяйстве имелось 2 лошади и 6 коров.
После установления в Крыму Советской власти, по постановлению Крымревкома от 8 января 1921 года была упразднена волостная система и село вошло в состав вновь созданного Владиславовского района Феодосийского уезда, а в 1922 году уезды получили название округов. 11 октября 1923 года, согласно постановлению ВЦИК, в административное деление Крымской АССР были внесены изменения, в результате которых округа ликвидировались и Владиславовский район стал самостоятельной административной единицей. Декретом ВЦИК от 4 сентября 1924 года «Об упразднении некоторых районов Автономной Крымской С. С. Р.» Владиславовский район в октябре 1924 года был преобразован в Феодосийский и село включили в его состав. Согласно Списку населённых пунктов Крымской АССР по Всесоюзной переписи 17 декабря 1926 года, в селе Ромаш-Эли, Шейх-Мамайского сельсовета Феодосийского района, числилось 20 дворов, все крестьянские, население составляло 98 человек, из них 97 армян и 1 русский, действовала армянская школа I ступени (пятилетка). Постановлением ВЦИК «О реорганизации сети районов Крымской АССР» от 30 октября 1930 года из Феодосийского района был выделен (воссоздан) Старо-Крымский район (по другим сведениям 15 сентября 1931 года) и село включили в его состав.
В 1944 году, после освобождения Крыма от фашистов, согласно Постановлению ГКО № 5984сс от 2 июня 1944 года, 27 июня крымские армяне были депортированы в Среднюю Азию. 12 августа 1944 года было принято постановление № ГОКО-6372с «О переселении колхозников в районы Крыма» и в сентябре того же года в село приехали первые переселенцы, 1268 семей, из Курской, Тамбовской и Ростовской областей, а в начале 1950-х годов последовала вторая волна переселенцев. С 1954 года местами наиболее массового набора населения стали различные области Украины. С 25 июня 1946 года селение в составе Крымской области РСФСР. Указом Президиума Верховного Совета РСФСР от 18 мая 1948 года, Ромаш-Эли переименовали в Романовку. 26 апреля 1954 года Крымская область была передана из состава РСФСР в состав УССР. 24 сентября 1959 года был упразднён Старокрымский район и Айвазовское включили в состав Кировского. К 1960 году, поскольку в «Справочнике административно-территориального деления Крымской области на 15 июня 1960 года» селение уже не значилось, Романовку присоединили к Айвазовскому (согласно справочнику «Крымская область. Административно-территориальное деление на 1 января 1968 года» — в период с 1954 по 1968 годы).